# Ludwik Weber von Ehrenzweig
Ludwik Weber von Ehrenzweig (też: Ludwik Weeber, ur. 1837 w Podhajcach – zm. po 1928 we Lwowie) – powstaniec styczniowy, publicysta.

## Życiorys
Pochodził ze spolszczonej rodziny austriackich urzędników w Galicji. Był synem Adolfa Weber von Ehrenzweiga (1805-1880) – podchorążego w 6 pułku ułanów warszawskich w czasie powstania listopadowego, następnie urzędnika w Namiestnictwie we Lwowie. Jego rodzina pochodziła z Tarnowa, gdzie w roku 1812 nadano szlachectwo galicyjskie jego dziadkowi – Wincentemu (dyrektorowi kancelarii Wyższego Sądu Krajowego we Lwowie, radcy sądu apelacyjnego we Lwowie).
Ukończył jak jego ojciec Uniwersytet Lwowski. Zaciągnął się do powstania. Walczył w oddziale Apolinarego Kurowskiego pod Miechowem, następnie w stopniu porucznika był adiutantem gen. Dionizego Czachowskiego, m.in. pod Stefankowiem, Borią, Ostrowcem i Rzeczniowem, pod Potokiem, Jedlanką, Banachami, następnie w oddziale Antoniego Jeziorańskiego (pod Kobylanką), podpułkownika Karola Krysińskiego (pod Białą, Sajówką, Domaszewem), a po rozbiciu oddziału Krysińskiego w oddziale płk. Ćwieka i Marcina Borelowskiego (pod Chełmem, Iłżą, Kowalami, Wirem, Puławami, Hutą Ireną, Biłgorajem, Szwajcarami, Momotami, Krasnobrodem i in.). Łącznie brał udział w ponad dwudziestu bitwach i potyczkach.
Swoje wspomnienia z powstania publikował w prasie lwowskiej (w Kurierze Lwowskim). Był członkiem lwowskiego Stowarzyszenia Weteranów Powstania roku 1863/1864. Wraz z Józefem Białynią-Chołodeckim i Edwardem Webersfeldem organizował pomoc materialną dla lwowskich kombatantów. Był (do emerytury) urzędnikiem Magistratu miasta Lwowa.
Pasjonował się rusznikarstwem i myślistwem. Pisywał m.in. do prasy lwowskiej, ale i warszawskiej – np. do „Sylwana”. Swoje artykuły i broszury z zakresu łowiectwa podpisywał kilkoma pseudonimami: D’Ehrenzweig, Weber de Ehrenzweig, Ludwik Weeber. Napisał m. in:
Ludwik Weeber, O odtylcowych systemach ręcznej broni palnej, Lwów, nakładem autora, 1883.

## Źródła
- Ludwik Weber von Ehrenzweig, Wyprawa Czachowskiego [w:] W 40 rocznicę powstania styczniowego. 1863-1903, oprac. Józef Białynia Chołodecki, Lwów, 1903.
- Genealogia. Studia i materiały historyczne. 1991, t. 1.
- Edward Webersfeld, Sprzed 35 lat. Wspomnienie z roku 1863, „Słowo” 1898, nr 1, s. 19-20.
- Edward Webersfeld, 1863. Z pierwszych dni powstania polskiego, „Wiek Nowy” 1904, nr 770-771.
- Urzędnicy ck Sądu Apelacyjnego i Wyższego Sądu Kryminalnego we Lwowie, W: Nowy Kalendarz czyli Świętnik Lwowski za rok 1831, Lwów 1831.
- Sławomir Górzyński, Nobilitacje w Galicji. 1772-1918, DiG, Warszawa 1997, ISBN 83-85490-88-4
- Johann Georg Megerle von Muhlefeld, Adels-lexikon 1701 bis 1820…, Wien 1822, s. 281.
- Józef Białynia Chołodecki, Lwów w czasie powstania listopadowego, Lwów 1930, s. 44.
- Józef Białynia Chołodecki, 50 rocznica powstania styczniowego, Lwów 1913.